# 대한민국 사정위원회
사정위원회(司正委員會)는 공무원의 위법 또는 비위의 소행에 관한 조사와 정보의 수집, 공무원에 대한 징계처분과 그 소속 장관에 대한 정보 제공 또는 처분의 요청 및 수사 기관에 대한 고발에 관한 업무를 관장한 대한민국의 옛 중앙행정기관이다. 1955년 11월 2일 감찰위원회를 개편하여 발족하였으나 1960년 8월 31일 감찰위원회를 재건함으로써 폐지되었다.

## 설치 근거
- 사정위원회규정 [대통령령 제1017호 1955.03.07 제정] 제1조[1]

## 연혁
- 1955년 11월 2일 - 감찰위원회를 폐지하고 사정위원회를 신설.
- 1960년 8월 31일 - 사정위원회를 폐지하고 감찰위원회를 재건.

## 역대 위원장

### 사정위원회 위원장
| 정부        | 대수 | 이름           | 임기                              | 출신지                     | 출신학교 | 비고                       |
| ----------- | ---- | -------------- | --------------------------------- | -------------------------- | -------- | -------------------------- |
| 제 1 공화국 | 초대 | 조용순(趙容淳) | 1955년 11월 2일 ~ 1958년 6월 8일  | 충남 대전 (현 충남과 분리) | 서울대   | 법무부 장관&대법원장       |
| 제 1 공화국 | 2대  | 정순석(鄭順錫) | 1958년 10월 8일 ~ 1960년 6월 24일 | 황해 연백                  | 서울대   | 대검찰청 차장검사&검찰총장 |
| 제 1 공화국 | 3대  | 최병석(崔秉錫) | 1960년 6월 25일 ~ 1960년 8월 31일 |                            |          | 법무부 감찰국장            |